# Harlev (Aarhus)
Harlev is een dorp in de Deense regio Midden-Jutland. Het maakt deel uit van de gemeente Aarhus, en telt 3.759 inwoners (2017). Het dorp ligt aan de voormalige spoorlijn Aarhus - Thorsø. Het voormalige station is nog aanwezig.